# Piper chiquihuitense
Piper chiquihuitense är en pepparväxtart som beskrevs av Trel. & Standley. Piper chiquihuitense ingår i släktet Piper och familjen pepparväxter. Inga underarter finns listade i Catalogue of Life.